# 扎克雷夫斯凱
50°52′57″N 31°7′22″E / 50.88250°N 31.12278°E
扎克雷夫斯卡（羅馬化：Zakrevske）是烏克蘭北部的村莊，隸屬切爾尼希夫州的切爾尼希夫區。該村始建於1666年，面積0.2平方公里，海拔高度104米，2001年人口69，人口密度每平方公里338.2人。